# Anne-Lou Steininger
Anne-Lou Steininger (* 31. März 1963 in Monthey, Kanton Wallis) ist eine Schweizer Schriftstellerin.

## Leben
Anne-Lou Steininger stammt aus der Unterwalliser Stadt Monthey. Sie besuchte das Gymnasium im Collège de Saint-Maurice in Saint-Maurice und studierte anschliessend an der Universität Lausanne Philosophie, Französische Literatur und Politikwissenschaft. Von 1990 bis 1994 arbeitete sie in Lausanne als Redaktorin in der Werbewirtschaft. Sie absolvierte Auslandsaufenthalte in Brüssel und in Florenz.
1996 erschien ihr erstes Buch La Maladie d’être mouche. Neben weiteren Büchern verfasste sie Beiträge für verschiedene Zeitschriften. Ihr Theaterstück Le destin des viandes benützte die deutsche Regisseurin Heike Tauch für ein Hörspiel.
Anne-Lou Steininger lebt in Genf.

## Auszeichnungen
- 1997: Prix Alpes-Jura der Association des écrivains de langue française
- 1997: Förderpreis des Kantons Wallis
- 1998: Prix Fondation Sandoz
- 2001: Preis der Société genevoise des écrivains

## Werke
- La Maladie d’être mouche. Gallimard. Paris 1996.
- Le Théâtre des mouches. Theaterstück. Schweizerische Theatersammlung. Bern 1998.
- Les jours qu’il me reste à vivre. 1998.
- Outremer 3072: Claire Koenig & Christine Sefolosha. Martigny 2002.
- Le destin des viandes. Theaterstück. Editions d’en bas. Lausanne 2004.
- Les contes des jours volés. Orbe 2005. ISBN 2-88241-158-8
- La consécration. In: La revue de belles-lettres. 2012, S. 181–187.